# 小行星1260
小行星1260（1260 Walhalla）是一颗围绕太阳公转的小行星。1933年1月29日，卡爾·威廉·萊茵姆特在海德堡发现了此天体。
該小行星以德國雷根斯堡的瓦爾哈拉神殿命名。
这颗小行星的绝对星等为21.12419580365536等。